# Cecilia Malmström
Anna Cecilia Malmström (ur. 15 maja 1968 w Sztokholmie) – szwedzka polityk, działaczka Ludowej Partii Liberałów, minister ds. europejskich, była posłanka do Parlamentu Europejskiego, komisarz europejski.

## Życiorys
Kształciła się w zakresie literatury na Sorbonie, następnie studiowała na Uniwersytecie w Göteborgu. Na tej uczelni uzyskała także doktorat z politologii. Od 1986 do 1989 pracowała jako tłumaczka, później była pielęgniarką i nauczycielką w szkole dla dorosłych. Od 1994 do 1999 wykładała na Wydziale Nauk Politycznych Uniwersytetu w Göteborgu. W okresie 1998–2001 zasiadała w radzie regionu Västra Götaland.
W 1999 i 2004 z listy partii liberalnej uzyskiwała mandat posłanki do Parlamentu Europejskiego. W 2001 weszła w skład władz wykonawczych tego ugrupowania. W Europarlamencie pracowała m.in. w Komisji ds. Konstytucyjnych oraz Komisji Spraw Zagranicznych. W 2006 zrezygnowała z zasiadania w PE w związku z objęciem urzędu ministra ds. Unii Europejskiej w rządzie Fredrika Reinfeldta.
W 2009 ogłoszono, iż w nowej Komisji Europejskiej José Manuela Barroso obejmie funkcję komisarza ds. spraw wewnętrznych. Urzędowanie rozpoczęła w lutym 2010 po zatwierdzeniu przez Parlament Europejski. W 2014 została ponownie zgłoszona przez rząd Szwecji jako kandydatka na komisarza w nowej Komisji Europejskiej. Jej przewodniczący Jean-Claude Juncker powierzył Cecilii Malmström stanowisko komisarza ds. handlu. Zakończyła urzędowanie wraz z całą KE w 2019.